# Ilja Kirchev
Ilja Kirchev (bulgare : Илия Кирчев) (né le 28 décembre 1932 à Dolni Tchiflik en Bulgarie et mort le 11 septembre 1997 à Sofia) est un joueur de football international bulgare, qui évoluait au poste de défenseur, avant de devenir entraîneur.

## Biographie

### Carrière de joueur

#### Carrière en sélection
Avec l'équipe de Bulgarie, il dispute 7 matchs (pour aucun but inscrit) entre 1957 et 1963. 
Il figure notamment dans le groupe des sélectionnés lors des JO de 1956 et de 1960.
Il dispute un match qualificatif pour la Coupe du monde 1958 en juin 1957 contre la Hongrie.

## Palmarès
Bulgarie olympique
- Jeux olympiques :
  -  Bronze : 1956.